# Lars Ahlmark
Lars Folke Ahlmark, född 15 mars 1935 i Västanfors församling i Västmanlands län, död 9 november 2008 i Uppsala, var en svensk politiker och styrelseledamot. Han var son till bergsingenjören Folke Ahlmark och Ingrid Ahlmark, född Österman.
Ahlmark blev fil mag vid Uppsala universitet 1959, avdelningschef på Medborgarskolans riksorganisation 1967, styrelseledamot i Thielska galleriet 1977–1983, ledamot i centrala studiestödsnämnden 1979, styrelseledamot i Sveriges Radio 1980–1983 och Sveriges Lokalradio 1980. Han blev ledamot i statens kulturråd 1980, styrelseledamot i riksbankens jubileumsfond 1983, ledamot av folkbildningsutredningen 1977–1979, av utredningen om de homosexuellas situation i samhället 1978–1984, av huvudmannaskapskommittén 1978–1981, av filmpolitiska utredningen 1979–1982 och av studiemedelsutredningen från 1985.
Ahlmark var ordförande för Moderaterna i Uppsala län 1974–1982, ledamot av stads- och kommunfullmäktige i Uppsala 1967–1982, ledamot av kommunstyrelsen där 1973–1976, ledamot av kulturnämnden 1968–1971, av skolstyrelsen 1969–1973 och av valberedningen 1970–1973 samt kommunalråd i Uppsala 1974–1976 (kulturroteln).
Ahlmark var också riksdagsledamot under perioden 1985–1991. Han är begravd på Västra kyrkogården i Karlstad.